# Ebrodelta

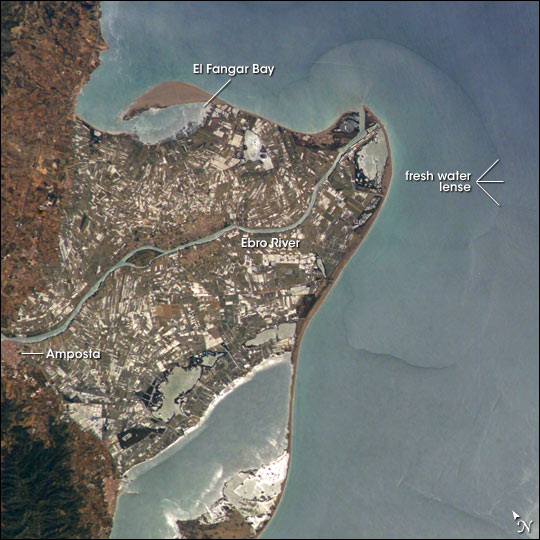
Beschriftetes Foto des Ebrodeltas, aufgenommen an Bord der ISS

Das Ebrodelta ist das Schwemmlandgebiet im Bereich der Mündung des Flusses Ebro ins Mittelmeer. Es liegt im Süden der autonomen Region Katalonien in Nordostspanien.
Mit einer Fläche von etwa 325 km² ist die allgemein als Ebrodelta bezeichnete, maximal 5 m oberhalb des Meeresspiegels liegende Delta-Ebene (der gesamte Sedimentfächer hat eine Grundfläche von mehr als 2000 km² ) neben dem Nationalpark Coto de Doñana eines der bedeutendsten Feuchtgebiete Spaniens. Mit Rhone- (Frankreich) und Po-Delta (Italien) gehört das Ebrodelta zu den größten Deltas der europäischen Mittelmeerküsten; nach dem Nildelta ist es das größte am Mittelmeer.

## Lage und Merkmale
Das seewärts ungewöhnlich spitz zulaufende Flussdelta des Ebro ragt ca. 20 km in das Meer vor der Costa Daurada hinein. Geteilt durch den Fluss liegt der nördliche Teil in der Comarca Baix Ebre, der südliche Teil in der Comarca Montsià. Im äußersten Osten, nahe der eigentlichen Mündung des Flusses in das Mittelmeer, umschließen der Ebro und sein  Mündungsarm Lo Migjorn die Illa de Buda. Mit einer Fläche von 12,3 km² ist sie die größte Insel des katalanischen Festlandes.
Im Norden und Süden des Deltas ragen Nehrungen wie Flügel in die benachbarten Küstengewässer. Die größere der beiden Nehrungen ist La Banya (oder auch Los Alfaques) im Süden. Sie ist über eine trockenliegende Sandbank (freier Strandwall) namens Trabucador mit der Delta-Ebene verbunden. Die kleinere Nehrung im Norden, am Golf de Sant Jordi, trägt den Namen El Fangar. Auf beiden Nehrungen befinden sich Dünen.
Die Stadt Amposta bildet den Zugang zum Delta, in dessen Zentrum sich die Gemeinde Deltebre befindet.

## Entstehung
Das Delta entstand nach der deutlichen Verlangsamung des frühholozänen Meeresspiegelanstiegs vor ca. 7000 Jahren. * Die Fließgeschwindigkeit des Ebro verringert sich bei seinem Eintritt ins Mittelmeer auf 0. Deshalb werden dort auch die feinkörnigeren Fraktionen (Feinsand, Silt) der aus den Hochlagen seines Einzugsgebietes (Pyrenäen und Kantabrisches Gebirge im Norden, Iberisches Gebirge im Süden) erodierten Sedimente, die der Fluss bis dahin noch mit sich führt, abgelagert. Weil die Mittelmeerküsten nur einen relativ geringen Tidenhub erfahren (mikrotidales, wellendominiertes Ablagerungsmilieu), wird die vom Ebro an seiner Mündung abgesetzte Sedimentfracht kaum weiter umgelagert und nicht auf größere Bereiche des Ebro-Schelfs verteilt. Somit konnte dort in Phasen eines stabilen oder leicht sinkenden Meeresspiegels ein Delta aufgeschüttet werden.
Die heutige Delta-Ebene entstand allerdings erst im Lauf der vergangenen 2000 Jahre. Noch im 1. Jahrhundert v. Chr. wich die Küste zeitgenössischen Beschreibungen zufolge bis nach Tortosa zurück. Die Ursache dafür war wahrscheinlich ein damaliger Meeresspiegelanstieg, durch den das bis dahin aufgeschüttete Delta komplett vom Meer bedeckt war. Ab ca. 1000 n. Chr. existierte jedoch eine deutlich progradierende Delta-Ebene, bei der drei nacheinander aktive Hauptloben unterschieden werden können. Von Mitte des 12. Jahrhunderts bis Ende des 14. Jahrhunderts mündete der Ebro am südöstlichen Ende der Delta-Ebene und bildete dort den Riet-Vell-Lobus aus. Nachdem er im Lauf des 15. Jahrhunderts seine Mündung an die Nordseite der Delta-Ebene verlagerte, bildete der Ebro im 16. Jahrhundert bis ca. 1700 den Sol-de-Riu- oder Riet-de-Zaida-Lobus aus. Die Deltaebene bekam dadurch eine Y-artige Form mit einer flachen Bucht zwischen dem aktiven Sol-de-Riu-Lobus und dem inaktiven Riet-Vell-Lobus.
Nach der Entdeckung Amerikas erfuhr der Schiffbau in Spanien einen enormen Aufschwung. Wegen des damit verbundenen hohen Bedarfs an Holz wurden große Flächen im Einzugsgebiet des Ebro entwaldet. Die daraus resultierende Erhöhung der Erosionsraten im Einzugsgebiet führte zu erhöhten Sedimentationsraten im Mündungsgebiet des Ebro und damit zu einem beschleunigten Wachstum der Delta-Ebene.
Im späten 17. Jahrhundert verlagerte der Fluss seine Mündung erneut, und zwar in den Bereich der Bucht zwischen den beiden Loben, der daraufhin relativ schnell verlandete. Die nach Osten weisenden Delta-Loben, die sich dort seither ausbildeten, werden Migjorn-Lobus (mit leicht südlicher Tendenz) und Buda-Lobus (ab etwa 1880, mit leicht nördlicher Tendenz) genannt. Außerdem beschleunigte ein leichter Meeresspiegelanstieg am Ende der „Kleinen Eiszeit“ die jeweils bereits mit dem Erlöschen ihrer Aktivität einsetzende Umbildung des Riet-Vell- und Sol-de-Riu-Lobus zu den beiden großen Nehrungen im Süden (La-Banya-Trabucador) bzw. Norden (El Fangar) des Deltas.
Ab Mitte des 19. Jahrhunderts wurde das bis dahin lediglich als Jagdrevier und für den Fischfang genutzte, weitgehend naturbelassene Sumpf- und Marschland der Delta-Ebene mit seinen Röhricht-gesäumten Süßwasser-Lagunen für den Reisanbau erschlossen und besiedelt. Im 20. Jahrhundert wurden zahlreiche Talsperren im Ebro errichtet. Infolgedessen verringerte sich die jährliche Sedimentfracht, die das Delta erreicht, deutlich. Aus diesem Grund sowie aufgrund des aktuellen Anstiegs des Meeresspiegels im Zuge des anthropogenen Klimawandels ist die bis heute faktisch deichfreie Kulturlandschaft der Delta-Ebene bedroht.

## Wirtschaft

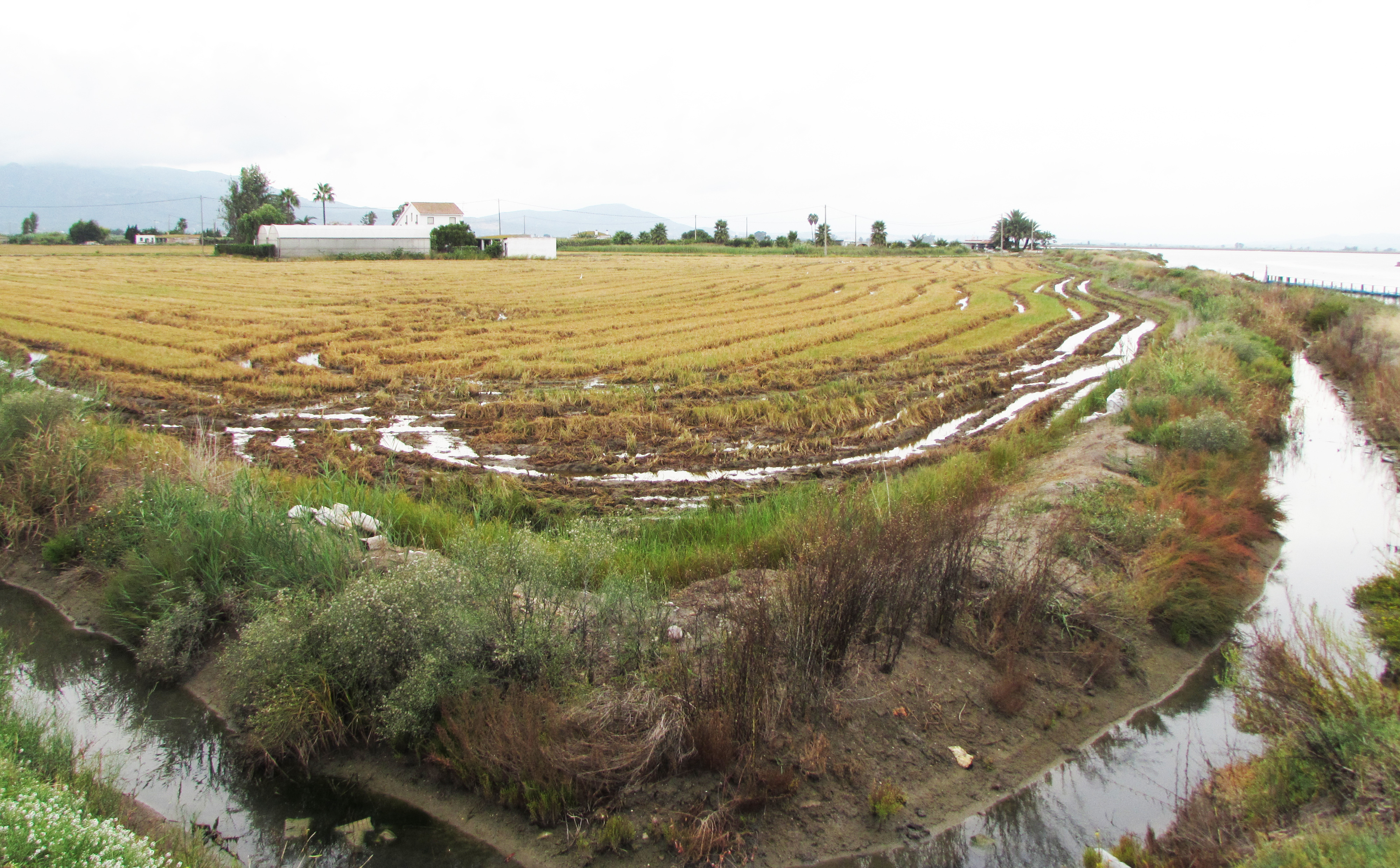
Abgeernteter Reisacker im Ebrodelta

Auf ca. 75 % der Fläche (20.000 Hektar) der Delta-Ebene wird Reis angebaut. Damit gehört das Ebrodelta zu den größten Reisanbaugebieten Spaniens. Erste Versuche des Reisanbaus gehen auf das Jahr 1609 zurück, aber erst ab der Mitte des 19. Jahrhunderts wurde die Delta-Ebene nachhaltig für den Reisanbau erschlossen. Heute werden jährlich etwa 90.000 Tonnen Reis produziert. Im Sommer, vor der Reisernte, breiten sich die Stängel der Reispflanzen wie ein grüner Rasen über das Delta aus.
Unter der geschützten Herkunftsbezeichnung DOP Arròs del Delta de l’Ebre wird Rundkornreis der Sorten Bahía, Bomba, Fonsa, Montsianell, Sènia und Tebre angebaut. Diese sind besonders geeignet für die traditionellen spanischen Reisgerichte, von denen die Paella das bekannteste ist.

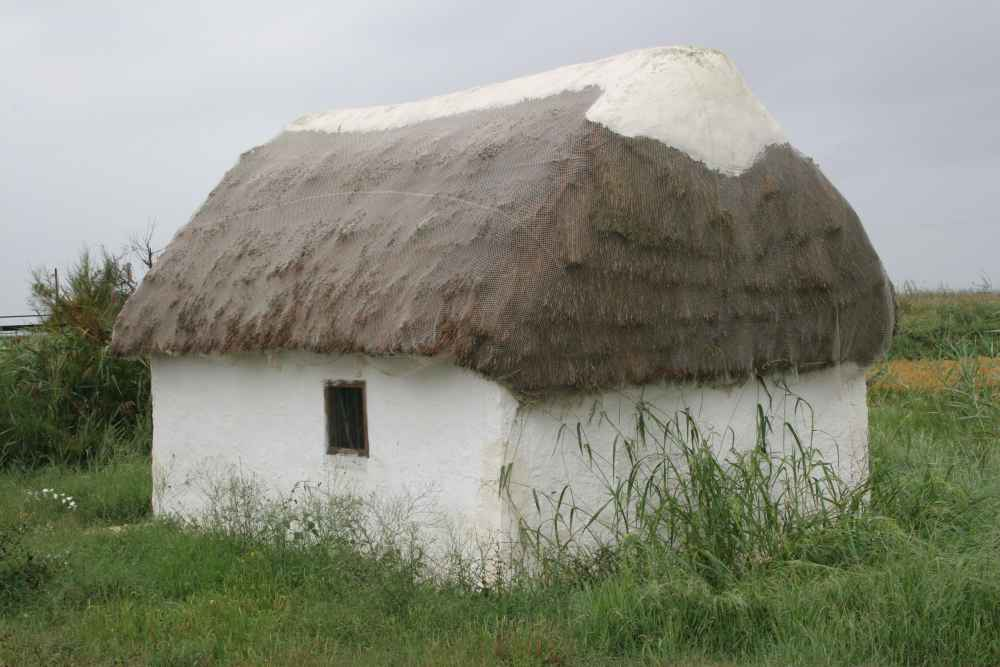
Traditionelle Hütte im Ebrodelta

Auf der Insel la Banya wird in Salinen aus Meerwasser Salz gewonnen.
Geschützt durch diese Insel liegt der Yacht- und Fischerhafen Port de Sant Carles de la Ràpita. Der Reichtum an Zandern, Barschen, Aalen und Welsen bietet vielen Fischern die Lebensgrundlage. Ein wichtiger Wirtschaftszweig ist auch die Zucht von Muscheln in der Bucht von Port del Fangar. An den 70 künstlich angelegten Muschelbänken werden die Schalentiere gezüchtet und geerntet.

## Naturpark
Etwa ein Drittel des Ebrodeltas wurde 1983 als Naturpark (Parc Natural del Delta de l’Ebre) mit einer Gesamtfläche von 80 km² ausgewiesen. Das gesamte Flussdelta ist ein artenreiches Brut- und Rastgebiet für viele Vogelarten, es dient aber auch als Überwinterungsgebiet von Zugvögeln aus Nordeuropa. Bei einer Zählung wurden ca. 300 verschiedene heimische Vogelarten, Zugvögel, Enten, Reiher, Watvögel, Möwen, Blässhühner und Flamingos gezählt. In den Monaten September und Oktober, nach der Reisernte, bietet das unbedeckte Sumpfland Nahrung für tausende Vögel. Heute ist das Ökosystem des Deltas durch zwei kürzlich eingeführte Arten bedroht, die Blaukrabbe und den Louisianakrebs.